# Abbazia di Santo Spirito
L'abbazia di Santo Spirito è una chiesa, aperta al culto della diocesi di Caltanissetta, di origine normanna.

## Storia

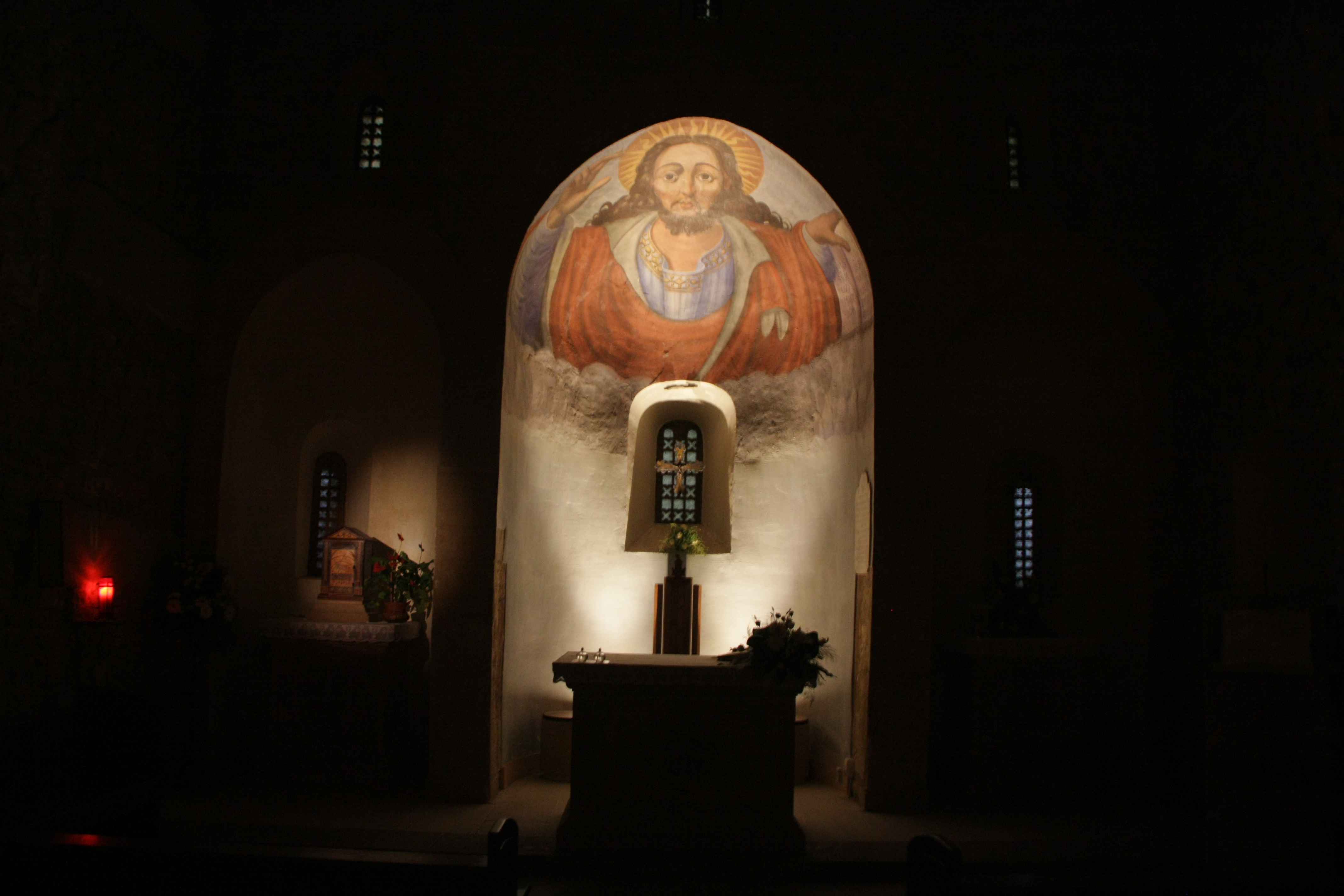
L'altare

Secondo lo storico locale Santagati, il luogo in cui oggi sorge l'abbazia normanna di Santo Spirito era un luogo di culto già in epoca bizantina, come fa supporre la dedicazione allo Spirito Santo. Le chiese siciliane di origine bizantina, infatti, sono spesso dedicate allo Spirito Santo, a san Basilio o san Nicola, mentre quelle di origine normanna alla Madonna, a san Pietro o agli altri apostoli. In ogni caso, sembra ormai certo che l'attuale biblioteca fosse un tempo un casolare arabo, inglobato nella struttura normanna.
Commissionata dal conte Ruggero e da sua moglie Adelasia, la chiesa fu consacrata nel 1153 ed affidata nel 1178 ai canonici regolari agostiniani, anche se fu soltanto nel 1361 che iniziò la serie degli abati. La chiesa fu restaurata una prima volta già nel 1568, ad opera di Fabrizio Moncada, figlio di Francesco I conte di Caltanissetta; in seguito furono effettuati altri restauri nell'ultimo trentennio del XIX secolo, fino a quelli recentissimi, conclusisi negli anni passati. Nel 1759 la contessa Ruffo Moncada affidò l'abbazia ai padri cappuccini, l'ultimo dei quali morì nel 1904.
Non conosciamo con esattezza le date di fondazione né della chiesa, né dell'abbazia, ma è certo che quella di Santo Spirito fu la prima parrocchia della città. La data di consacrazione 1153, invece, ci è pervenuta grazie ad una lapide commemorativa, posta sul pilastro sinistro dell'abside maggiore.

## Descrizione

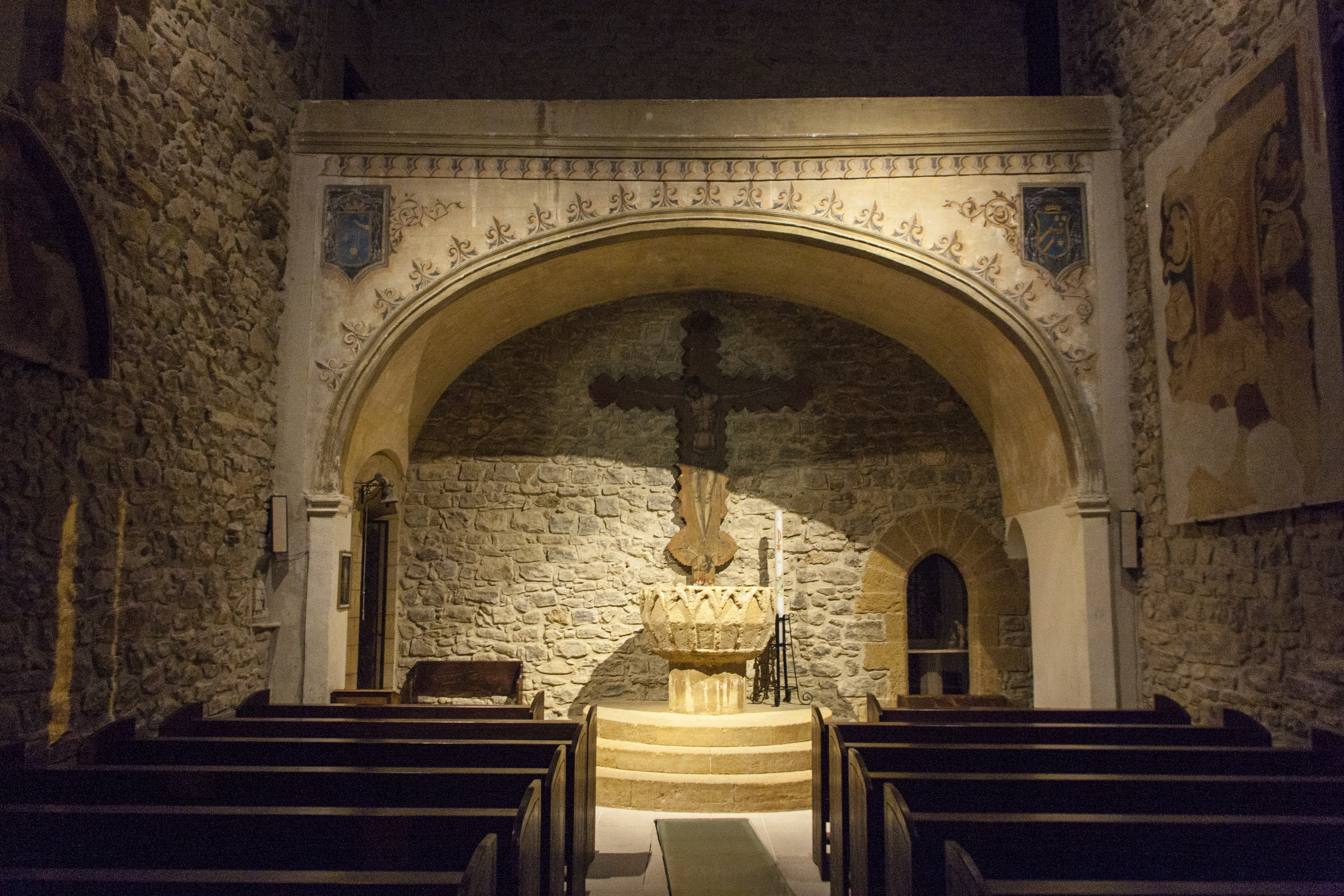
L'interno

### Esterno
È costituita da un'unica navata triabsidata, di lunghezza pari a tre volte la dimensione trasversale. Vi si trova simbolicamente rappresentato il mistero dell'unità trinitaria: le tre finestrelle absidali hanno gli assi convergenti verso un unico fuoco centrale. Lo stesso simbolismo, accentuato dai raggi solari è rappresentato dalle tre finestrelle che sovrastano l'area presbiteriale. Il portale laterale e le absidi con paraste (contrafforti) riportano a modelli della prima architettura della Normandia. L'immagine mostra le absidi con le paraste di sostegno per le coperture coniche.
Prospiciente all'Abbazia è ubicato il museo archeologico regionale di Caltanissetta.

### Interno

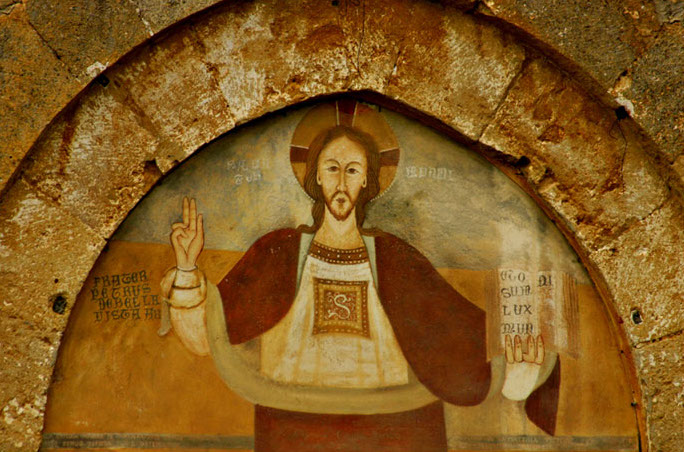
Il Cristo Benedicente

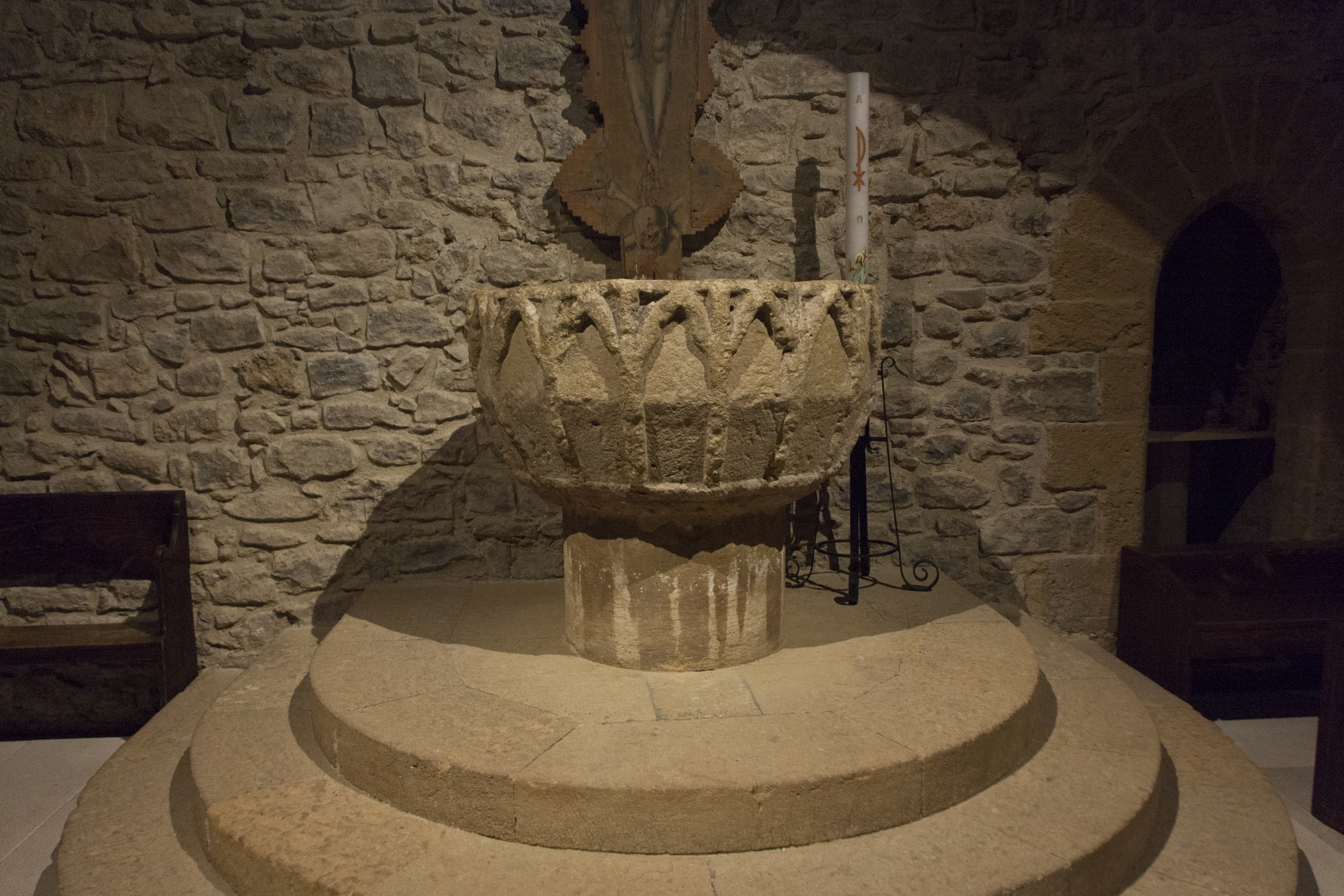
Il fonte battesimale

Notevoli sono il fonte battesimale, opera di fattura normanna; la cantoria, costruita nel 1877, decorata con gli stemmi dell'allora vescovo Monsignor Giovanni Guttadauro e dell'abate; l'affresco di Sant'Agostino, del XV secolo, di cui ci sono giunti solo alcuni frammenti; l'affresco della Messa di San Gregorio, anch'esso del XV secolo, raffigurante la visione di un incredulo durante una Messa celebrata dal Papa San Gregorio Magno: il Cristo che emerge dal sarcofago e gli strumenti della Passione, che durante il Sacrificio Eucaristico si ripresenta per la salvezza delle anime; l'affresco del Cristo benedicente, ancora del XV secolo; l'affresco del Panthocrator, ridipinto nel 1964 dal pittore catanese Archimede Cirinnà; la statua della Madonna delle Grazie, del XVI secolo, in terracotta policroma, che è la più antica raffigurazione mariana di Caltanissetta; il Crocifisso dello Staglio, realizzato con tempera grassa su tavola e ritenuta l'opera più preziosa presente nell'abbazia; l'altare maggiore, la Protesis ed il Diaconicon, tutti ricavati da grossi blocchi di pietra di Sabucina; un'urna cineraria romana, risalente al I secolo, appartenente ad un certo Diadumeno, liberto dell'imperatore Tito Flavio Cesare e probabilmente proprietario del fondo dove in seguito sorse l'abbazia.